# Cladocerotis murina
Cladocerotis murina är en fjärilsart som beskrevs av Culot 1909. Cladocerotis murina ingår i släktet Cladocerotis och familjen nattflyn. Inga underarter finns listade i Catalogue of Life.